# Echiura
Echiura или Echiurida су мања група бескичмењака са целомом и јако редукованом сегментацијом. Живе искључиво на морском дну у плитким и дубоким водама заривени у песак или сакривени у шупљине спрудова. Тело им је ваљкасто са рилицом (пробосцисом) на предњем крају тела која се не може увући. У рилици се налази мозак, а поред њене основе смештена су уста. На задњем крају тела је анални отвор.
Површина тела покривена је епидермисом који лучи танку кутикулу. Испод епидермиса је везивно ткиво које садржи пигментне ћелије (дају боју телу), а испод њега мишићи распоређени у три правца: кружни, коси и уздужни.
Цревни систем се састоји из следећих делова:
- усног отвора који води у усну дупљу;
- ждрело које је мускулозно и наставља се на усну дупљу;
- средњег црева које је јако изувијано;
- ректума који представља завршни део средњег црева; ректум се завршава са два израштаја (дивертикулума) чија је улога непозната.

Респирацију врше целом површином тела, а екскреција се обавља метанефридијама. Крвни систем је затвореног типа. Нервни систем се састоји од нервног прстена од кога полази трбушна нервна трака на којој се налазе ганглијска задебљања. Полови су одвојени па је код неких врста изражен и полни диморфизам. Ларва је трохофора и на њој се уочавају трагови сегментације који код одраслих јединки ишчезавају.